# إم في راشيل كوري

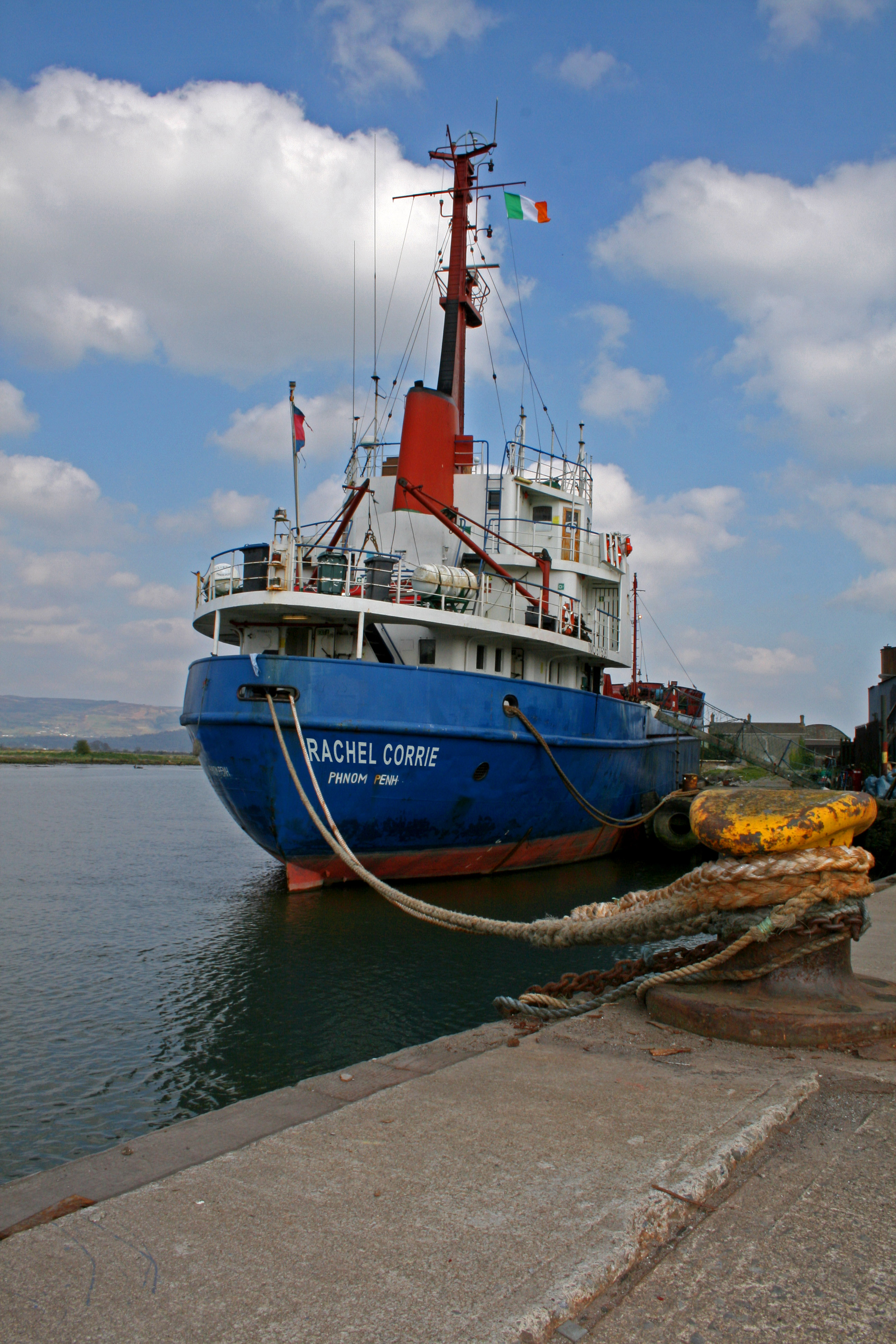
منظر للباخرة

ام في راشيل كوري (بالإنجليزية: MV Rachel Corrie) سفينة تمتلكها وتشغلها حركة غزة الحرة، اسم السفينة هو تكريم لراشيل كوري، وهي عضو سابق في حركة التضامن الدولية، وكانت تسمى السفينة في الأصل كارستن.
تأخرت عن قافلة أسطول الحرية بسبب عطل أصابها ورست السفينة في مالطا، لكنها واصلت السير، حتى 4 يونيو 2010 عندما اعترضتها قوات الدفاع الإسرائيلية أثناء محاولتها كسر الحصار الإسرائيلي المفروض على قطاع غزة وتقديم المساعدات الإنسانية.
السفينة كانت تحمل مساعدات إنسانية من المواد الطبية ومواد البناء وعلى متنها 19 شخصا غالبيتهم متضامنون من أيرلندا وماليزيا.، وعلى متنها خمسة عشر من المعنيين بحقوق الإنسان من بينهم الإيرلندية الفائزة بجائزة نوبل للسلام عام 1976 ميريد كوريجان مجواير.